# Lino Borges
Lino Borges (Severo Alberto Borges Abreu; * 8. August 1932 in Batabanó; † 23. August 2003 in Havanna) war ein kubanischer Bolerosänger.
Der aus einer Bauernfamilie stammende Borges begann seine musikalische Laufbahn sechzehnjährig im Orchester von J. R. González, dem er mehrere Jahre angehörte. Er war dann Mitglied mehrerer anderer Gruppen und zuletzt 20 Jahre lang des Conjunto Saratoga und galt als einer der bedeutendsten männlichen Bolerosänger Kubas. In Venezuela wurde er in den 1960er Jahren mit seiner Version von Homero Parras Vida consentida berühmt. Nach Auftritten im Salón Bolero starb er 2003 während der Vorbereitungen zu einer Tournee durch die Dominikanische Republik an einer Lungenerkrankung.